# Petropawłowsk (gmina)
Petropawłowsk (następnie Lipsk) – dawna gmina wiejska istniejąca na przełomie XIX i XX wieku w guberni suwalskiej. Siedzibą władz gminy był Lipsk.
Gmina Petropawłowsk powstała za Królestwa Polskiego – 31 maja 1870 w powiecie augustowskim w guberni suwalskiej z obszaru pozbawionego praw miejskich Lipska oraz z części obszaru gminy Kurianka.
W 1891 roku gmina Petropawłowsk składa się 10 miejscowości: Lipsk (1518 mieszkańców), Ostrowie (248), Podwołkuszne (46), Ponarlica (88), folwark Ponarlica (10), Rogożynek (71), Rogożyn (178), folwark Rogożyn (35), Jastrzębna (451) i folwark Jastrzębna (27). W sumie gmina liczyła w 1891 roku 3078 mieszkańców, w tym 1467 mężczyzn i 1611 kobiet.
Gmina istnieje nadal w 1900 roku oraz w 1909, lecz według skorowidza miejscowości z 1921 roku jednostka figuruje już pod nazwą gmina Lipsk.